# Zapasy na Igrzyskach Ameryki Południowej 2018
Turniej w ramach Igrzysk w 2018 - Cochabamba, odbył się w dniach 5–7 czerwca 2018 w kompleksie sportowym – Coliseo José Villazón. 

## Tabela medalowa
| Poz.    | Państwo   |    |    |    | Łącznie |
| 1       | Wenezuela | 6  | 6  | 4  | 16      |
| 2       | Kolumbia  | 5  | 4  | 3  | 12      |
| 3       | Brazylia  | 3  | 1  | 3  | 7       |
| 4       | Ekwador   | 2  | 0  | 4  | 6       |
| 5       | Peru      | 1  | 3  | 2  | 6       |
| 6       | Chile     | 1  | 0  | 1  | 2       |
| 7       | Argentyna | 0  | 4  | 2  | 6       |
| 8       | Panama    | 0  | 0  | 1  | 1       |
| Łącznie | Łącznie   | 18 | 18 | 20 | 56      |

## Wyniki

### Mężczyźni styl klasyczny
| Kat. wagowa |                  |                 |                  |
| ----------- | ---------------- | --------------- | ---------------- |
| 60 kg       | Andrés Montaño   | Dicther Toro    | Anthony Palencia |
| 67 kg       | Joílson Júnior   | Mario Molina    | José Sánchez     |
| 77 kg       | Jaír Cuero Muñoz | Luis Avendaño   | Ângelo Moreira   |
| 87 kg       | Carlos Muñoz     | Yorgen Cova     | Alvis Almendra   |
| 97 kg       | Luillys Pérez    | Óscar Loango    | Davi Albino      |
| 130 kg      | Yasmani Acosta   | Erwin Caraballo | Luciano Del Río  |

### Mężczyźni styl wolny
| Kat. wagowa |                    |                    |                                  |
| ----------- | ------------------ | ------------------ | -------------------------------- |
| 57 kg       | Pedro Mejías       | Óscar Tigreros     | Samuel Alva                      |
| 65 kg       | Anthony Montero    | Agustín Destribats | Sixto Aucapiña                   |
| 74 kg       | Hernán Guzmán Ipuz | Jorge Llano        | Mauricio Sánchez Kervin Olivares |
| 86 kg       | Pedro Ceballos     | Pool Ambrocio      | Eduardo Gajardo Merużan Nikojan  |
| 97 kg       | José Díaz          | Ricardo Báez       | Víctor Saa                       |
| 125 kg      | Luis Vívenes       | Catriel Muriel     | Jorge Medina                     |

### Kobiety styl wolny
| Kat. wagowa |                   |                    |                      |
| ----------- | ----------------- | ------------------ | -------------------- |
| 50 kg       | Carolina Castillo | Thalía Mallqui     | Jacqueline Mollocana |
| 53 kg       | Luisa Valverde    | Betzabeth Argüello | Dannia Figueroa      |
| 57 kg       | Giullia Rodrigues | Eva González       | Betzabeth Sarco      |
| 62 kg       | Laís Nunes        | Nathaly Grimán     | Jackeline Rentería   |
| 68 kg       | Janet Sobero      | Soleymi Caraballo  | Dailane Reis         |
| 76 kg       | Andrea Olaya      | Aline Ferreira     | María Acosta         |